# Polycoccum superficiale
Polycoccum superficiale är en svampart som tillhör divisionen sporsäcksvampar, och som beskrevs av David Leslie Hawksworth och Mi?dl. Polycoccum superficiale ingår i släktet Didymocyrtis, och familjen Dacampiaceae. Arten är reproducerande i Sverige.